# Zhu Jiang (zapaśniczka)
Zhu Jiang (chiń. upr. 朱江; pinyin Zhū Jiāng; ur. 8 marca 1997) – chińska zapaśniczka walcząca w stylu wolnym. Brązowa medalistka igrzysk azjatyckich w 2022. Druga w Pucharze Świata w 2018 i 2022. Trzecia na MŚ U-23 w 2017. Mistrzyni Azji juniorów w 2017 roku.